# 頂犁
頂犂，是臺灣彰化縣線西鄉的一個地名，位於該鄉中部偏東南。相較於今日行政區，其範圍大致包括寓埔村東半部南方凸出部分、頂犁村不含南部西段邊界地帶、德興村東南端。

## 歷史
台灣清治末期至日治初期，頂犂地區為一街庄，稱為「頂犂庄」，隸屬於線西堡。該庄西北邊及東北邊西段與下見口庄為鄰，東北邊中段及東段與十五張犁庄、月眉庄為鄰，東南與和美線庄、七張犁庄為鄰，南邊一小段與草港中庄為界，西南邊為下犁庄。
1901年（日治明治三十四年）11月，該庄隸屬於彰化廳。1909年（明治四十二年）10月，改隸屬於臺中廳。1920年（大正九年），該庄改制並改名為「頂犂」大字，隸屬於臺中州彰化郡線西庄。
戰後線西庄改制為線西鄉，隸屬於彰化縣，大字亦改制為村。1950年7月，線西、新港（後改名伸港）分治，本地區仍屬線西鄉。

## 交通
省道台17線（中正路、沿海路一段）又稱「西部濱海公路」，大致以縱向經過頂犁地區西部邊界地帶，往北可前往伸港、梧棲、清水等地，往南可前往鹿港、芳苑、麥寮、台西等地。
縣道138號（和線路）是線西至彰化的道路，大致以西北－東南走向經過頂犂地區，往西可前往線西市區、彰化濱海工業區線西區，往東可前往和美、彰化。
縣道138甲線（中央路一段）是線西至和美的道路，位於主線北側，兩者大致平行。該道路經過本地區北部中段及東段邊界地帶，往西可於線西海邊接回主線，往東可至和美市區西北邊接上縣道134號。